# Heleocharis equisetina
Heleocharis equisetina là loài thực vật có hoa trong họ Cói. Loài này được J. Presl & C. Presl mô tả khoa học đầu tiên năm 1830.